# Bradypus pygmaeus
Il bradipo pigmeo (Bradypus pygmaeus) è una specie di bradipo scoperta nel 2001 sull'isola panamense di Escudo de Veraguas. Come suggerisce il nome, è una versione miniaturizzata dei suoi "cugini" della terraferma, pesando circa la metà ed essendo del 20% più piccolo di questi ultimi, rendendoli i più piccoli al mondo.
Il bradipo pigmeo è specializzato nella vita fra le foreste costiere di mangrovia dell'isola. Il numero preciso di questi animali è incerto, anche se a causa della ridotta estensione del loro habitat si stimano poche centinaia di esemplari viventi.
Secondo un elenco redatto dall'EDGE program della ZSL che classifica i mammiferi secondo il pericolo di estinzione a cui sono sottoposti basandosi su una valutazione di dati scientifici e sulla particolarità della loro specie evolutiva, questa categoria di bradipo è al sedicesimo posto, indicando che sono a grave rischio.
Si stima che questa tipologia di bradipo abbia lasciato il continente dell'America centrale circa 9.000 anni fa per sportarsi sull'isola, dove ha adottato un comportamento ancora più docile e pigro rispetto agli altri esemplari sul pianeta. Si muovono, infatti, con grandissima pacatezza tra le piante dell'isola in base alle condizioni termiche, si spostano sulle cime per riscaldarsi al sole e scendono sui tronchi per godere dell'ombra.
Il recente progetto di adibire l'isola (per ora disabitata e frequentata sporadicamente da pescatori) a paradiso turistico potrebbe dare il colpo finale ad una popolazione esigua ed in costante declino.
I ricercatori della ZSL stanno ora raccogliendo fondi volti alla salvaguardia di questa sottospecie, il cui rischio di estinzione potrebbe essere dovuto, oltre che al turismo, anche a fattori come caccia e disboscamento dell'isola.
Alcuni istituti si sono anche interessati ad indagare sulla possibilità di prevenire l'estinzione del bradipi pigmei tridattili ricorrendo alla riproduzione in cattività, cosa che risulterebbe, però, piuttosto complicata vista la scarsa conoscenza relativa alla biologia del loro organismo ed ecologia.